# Rocca d'Evandro
Rocca d'Evandro é uma comuna italiana da região da Campania, província de Caserta, com cerca de 3.719 habitantes. Estende-se por uma área de 49 km², tendo uma densidade populacional de 76 hab/km². Faz fronteira com Cassino (FR), Castelforte (LT), Galluccio, Mignano Monte Lungo, San Vittore del Lazio (FR), Sant'Ambrogio sul Garigliano (FR), Sant'Andrea del Garigliano (FR), Sant'Apollinare (FR), Sessa Aurunca.

## Demografia
| Variação demográfica do município entre 1861 e 2011                               |
|                                                                                   |
| Fonte: Istituto Nazionale di Statistica (ISTAT) - Elaboração gráfica da Wikipedia |